# ديفيد برونسون
ديفيد برونسون هو قاضي ومحامي وسياسي أمريكي، ولد في 8 فبراير 1800 في Suffield, Connecticut ‏ في الولايات المتحدة، وتوفي في 20 نوفمبر 1863 في سانت مايكلز في الولايات المتحدة. نشط حزبياً في حزب اليمين. وقد انتخب عضو مجلس النواب الأمريكي ‏.